# Dibrova, Berejanî
Dibrova (în ucraineană Діброва) este un sat în comuna Sloveatîn din raionul Berejanî, regiunea Ternopil, Ucraina.

## Demografie
Componența lingvistică a localității Dibrova
     Ucraineană (100%)
Conform recensământului din 2001, toată populația localității Dibrova era vorbitoare de ucraineană (100%).